# 洪誠陽
洪誠陽（1969年4月1日—），台灣男藝人。曾為主持人吳宗憲旗下「憲憲家族」成員；2013年轉往中國大陸發展，創辦時代領袖商學院，主講幽默演說。

## 戏剧
- 民视《七世夫妻之梁山伯与祝英台》饰福气
- 民视《飞龙在天》饰林玉树
- 民视《情义》洪雙喜
- 民视《日正當中》大衛
- 三立《海波浪》飾 洪信昌
- 民视《青龙好汉》饰王文辉
- 民视《夫妻天注定》饰林民堂
- 台视《天上圣母妈祖》饰顺风耳
- 台视、三立《波麗士大人》饰宋清揚﹝宋主任﹞
- 民视《親戚不計較》（EP460登場）饰陽陽
- 東森綜合《麻辣一家親》客串 飾秘書
- 超视《秋天的童話》飾青山
- 公视《赴宴》飾陳怡康

## 主持
- MUCH TV
  - 《搞笑VERY MUCH》vs. 倪敏然
  - 《電視星學園》vs. 錢韋杉
- TVBSG《娛樂周日報》vs. 董至成
- 民視：
  - 《錢進你家》vs. 支藝樺
  - 《親戚大舞臺》vs. 白冰冰
  - 《週五強百樂》vs. 張晨光
- 深圳電視台《天下食神》

## 舞台劇
屏風表演班：《西出陽關》、《征婚啟事》

## 外部連結
- 專訪 洪诚阳：小丑的眼角都是泛着泪光[永久]